# Deutsche Bahn
Deutsche Bahn Aktiengesellschaft (förkortat DB AG eller bara DB, i folkmun oftast "Die Bahn") är Tysklands största järnvägsbolag och ägs av tyska staten.

## Historik
Deutsche Bahn bildades 1 januari 1994 när västtyska Deutsche Bundesbahn och östtyska Deutsche Reichsbahn  slogs samman till ett gemensamt järnvägsbolag efter den tyska återföreningen. De bägge tyska järnvägarna hade sin föregångare i Deutsche Reichsbahn som skapades under Weimarrepubliken 1920, genom sammanslagningar av de olika delstaternas egna järnvägsbolag till en enda rikstäckande organisation. Efter kriget fortsatte man i Östtyskland att använda namnet Deutsche Reichsbahn medan man i Västtyskland tog det nya namnet Deutsche Bundesbahn.
DB utläses Deutsche Bahn men har i marknadsföringen ersatts med betydelsen Die Bahn, järnvägen. 
2007 skapades dotterbolaget DB Mobility Logistics som en del i privatiseringen. I bolaget ingår Schenker AG (DB Schenker). I augusti 2010 köpte Deutsche Bahn upp den brittiska Arrivagruppen, som har verksamhet i 12 europeiska länder.
Deutsche Bahn etablerade sig på den svenska järnvägsmarknaden 2010, då dotterbolaget DB Regio vann kontrakt om att driva Östgötapendeln och Norrtåg (tillsammans med SJ). Verksamheten överläts sedan på dotterbolaget Arriva för att 2022 säljas till finska VR.

## Dotterbolag

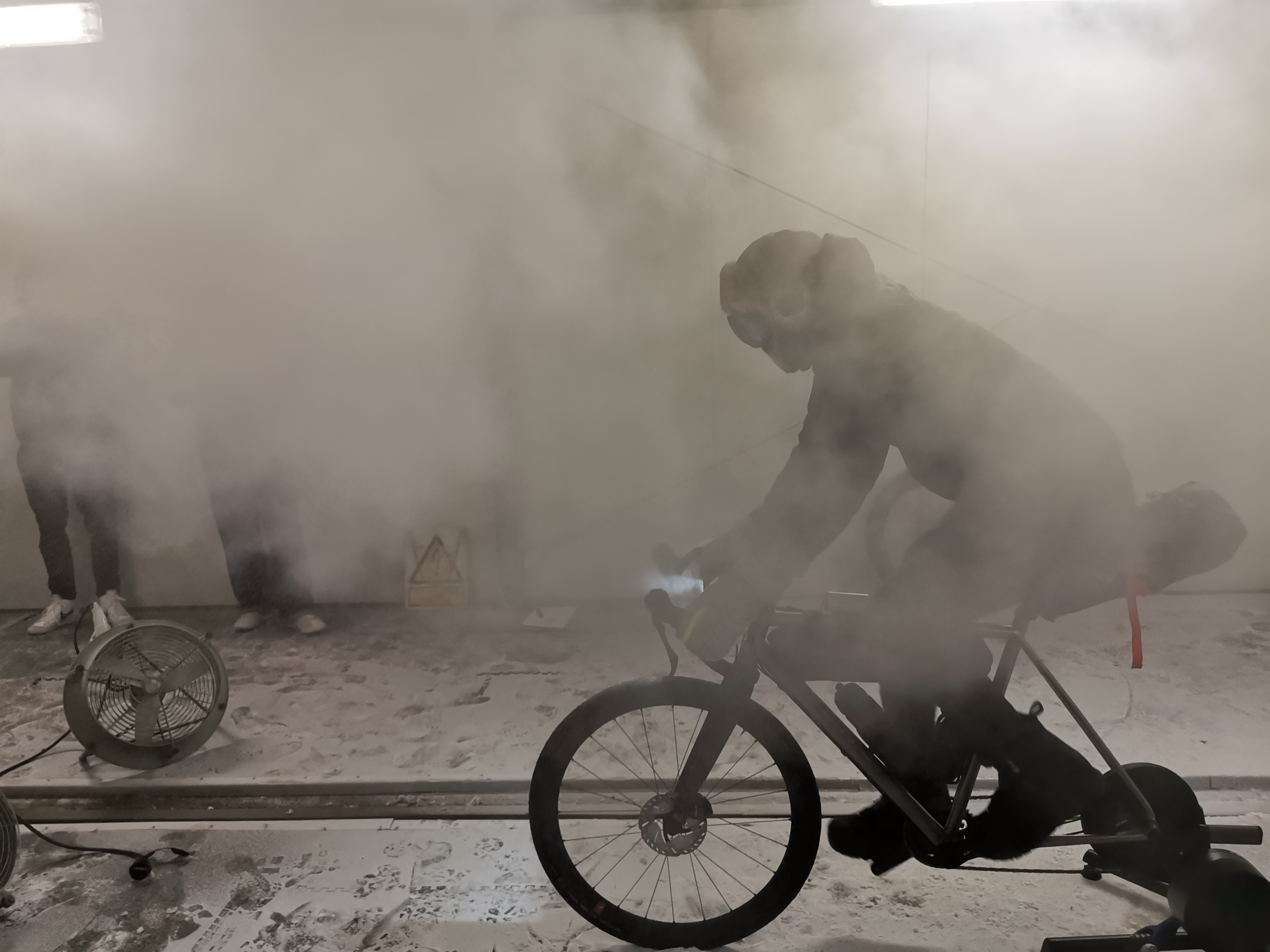
Jonas Deichmann tränar i
Deutsche Bahn:s klimatkammare i Minden

### DB Bahn
DB Bahn ansvarar för persontrafiken inom Tyskland. DB Bahn har tre dotterbolag: DB Fernverkehr, DB Regio och DB Stadtverkehr.

### DB Systemtechnik
DB Systemtechnik är ett dotterbolag som tillhandahåller diverse ingenjörstjänster inom alla områden av teknisk järnvägsdrift. DB Systemtechnik tjänster erbjuds internt inom Deutsche Bahn, men också till externa parter.
Tjänsterna inkluderar tjänster inom fordonsteknik, infrastruktur, underhåll och konstruktion. Företaget ansvarar också för testning och godkännande av de tekniska lösningar som utvecklats. DB Systemtechnik har sina baser i München och Minden.

### DB Netze
DB Netze är det dotterbolag som sköter driften av själva järnvägen. DB Netze har även dotterbolagen DB Netze Fahrweg, DB Netze Energie, DB Netze Personenbahnhöfe, DB ProjektBau och DB Station&Service.

### DB Schenker
DB Schenker svarar för godstrafiken inom Tyskland samt för andra transportlösningar utomlands. Man har för närvarande två dotterbolag, DB Schenker Rail (f.d. Raillon) och DB Schenker Logistics.

### Arriva
Arriva är ett från början brittiskt järnvägsbolag som köptes upp av DB 2010. Arriva bedriver buss- och tågtrafik i 14 europeiska länder.

## Tågkoncept

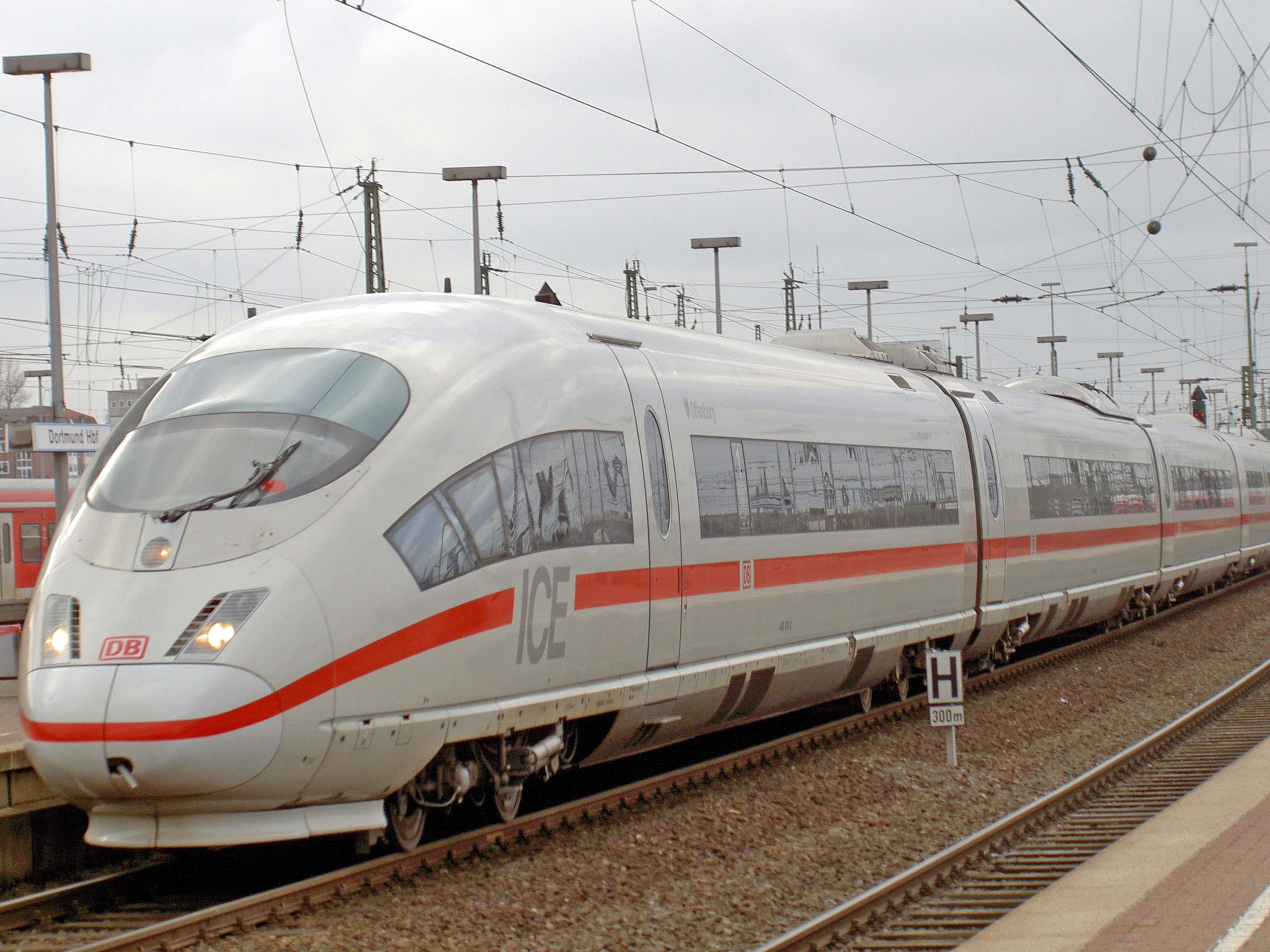
Ett ICE 3 i Dortmund.

- ICE
  - ICE 1
  - ICE 2
  - ICE 3
- ICT
- InterCity
- InterRegio
- InterRegioExpress
- Regional-Express
- Regionalbahn
- S-Bahn
- DB NachtZug (DB NightTrain)
- DB AutoZug
- IC3
- ICx